# Midden-Saksisch voetbalkampioenschap 1928/29
In 1928/29 werd het 24ste voetbalkampioenschap van Midden-Saksen gespeeld, dat georganiseerd werd door de Midden-Duitse voetbalbond. Chemnitzer BC werd kampioen en plaatste zich voor de Midden-Duitse eindronde. De club versloeg Riesaer SV 03 , FC Wacker 1910 Gera, Cricket-Viktoria Magdeburg en Sportfreunde Leipzig. In de finale verloor de club nipt met 2:3 van Dresdner SC. 

## Gauliga
| Plaats | Club                         | Wed. | W  | G | V  | Saldo | Ptn.  |
| ------ | ---------------------------- | ---- | -- | - | -- | ----- | ----- |
| 1.     | Chemnitzer BC 99             | 18   | 14 | 1 | 3  | 85:28 | 29:7  |
| 2.     | SV Sturm 04 Chemnitz         | 18   | 12 | 1 | 5  | 57:45 | 25:11 |
| 3.     | SC National 1900 Chemnitz    | 18   | 10 | 3 | 5  | 56:49 | 23:13 |
| 4.     | PSV 1921 Chemnitz            | 18   | 10 | 2 | 6  | 73:51 | 22:14 |
| 5.     | SV Wacker Chemnitz           | 18   | 8  | 3 | 7  | 56:54 | 19:17 |
| 6.     | SC 1913 Harthau              | 18   | 6  | 3 | 9  | 32:57 | 15:21 |
| 7.     | SV Teutonia 1901 Chemnitz    | 18   | 6  | 1 | 11 | 42:58 | 13:23 |
| 8.     | FC Preußen Chemnitz          | 18   | 6  | 0 | 12 | 41:60 | 12:24 |
| 9.     | SC Hellas/Germania Mittweida | 18   | 4  | 4 | 10 | 28:48 | 12:24 |
| 10.    | VfL 05 Hohenstein-Ernstthal  | 18   | 5  | 0 | 13 | 43:63 | 10:26 |

|  | Kampioen, geplaatst voor Midden-Duitse eindronde |
|  | Degradatie                                       |